# Shenandoah (Luisiana)
Shenandoah es un lugar designado por el censo ubicado en la parroquia de East Baton Rouge en el estado estadounidense de Luisiana. En el Censo de 2010 tenía una población de 18399 habitantes y una densidad poblacional de 1.135,35 personas por km².

## Geografía
Shenandoah se encuentra ubicado en las coordenadas 30°24′9″N 91°0′14″O / 30.40250, -91.00389. Según la Oficina del Censo de los Estados Unidos, Shenandoah tiene una superficie total de 16.21 km², de la cual 16.08 km² corresponden a tierra firme y (0.77%) 0.12 km² es agua.

## Demografía
Según el censo de 2010, había 18399 personas residiendo en Shenandoah. La densidad de población era de 1.135,35 hab./km². De los 18399 habitantes, Shenandoah estaba compuesto por el 82.82% blancos, el 11.21% eran afroamericanos, el 0.29% eran amerindios, el 3.53% eran asiáticos, el 0.07% eran isleños del Pacífico, el 0.75% eran de otras razas y el 1.33% pertenecían a dos o más razas. Del total de la población el 3.14% eran hispanos o latinos de cualquier raza.